# Великий Камень
Индустриальный парк «Вели́кий Ка́мень» (бел. Індустрыяльны парк «Вялікі камень», англ. Great Stone Industrial Park, кит. 中国-白俄罗斯工业园) — особая экономическая зона, созданная согласно межправительственному соглашению между Китайской Народной Республикой и Республикой Беларусь.
Индустриальный парк создаётся на территории Смолевичского района Минской области вблизи Национального аэропорта «Минск». Строительство начато в 2015 году.
Парк расположен в 25 км от столицы Республики Беларусь Минска в уникальном природном комплексе и в непосредственной близости от международного аэропорта, железнодорожных путей, транснациональной автомобильной магистрали Берлин-Москва. Концепция индустриального парка «Великий камень» — создание нового современного международного эко-города с необходимой производственной, административной, социальной инфраструктурой. В развитии парка акцент делается на высокотехнологичные и конкурентоспособные инновационные производства с высоким экспортным потенциалом по приоритетным направлениям: электроника и телекоммуникации, фармацевтика, тонкая химия, биотехнологии, машиностроение, новые материалы, комплексная логистика, электронная коммерция, хранение и обработка больших объёмов данных, социально-культурная деятельность, а также осуществление научно-исследовательских, опытно-конструкторских и опытно-технологических работ. В качестве резидентов индустриального парка могут выступать любые компании независимо от страны происхождения капитала. Государство для резидентов индустриального парка создало благоприятный инвестиционный климат, гарантированный как национальным законодательством, так и специальными международными соглашениями и обязательствами, предоставило беспрецедентные льготы и преференции, образовало отдельный и независимый орган государственного управления, осуществляющий комплексное административное обслуживание по принципу «одного окна».

## Описание

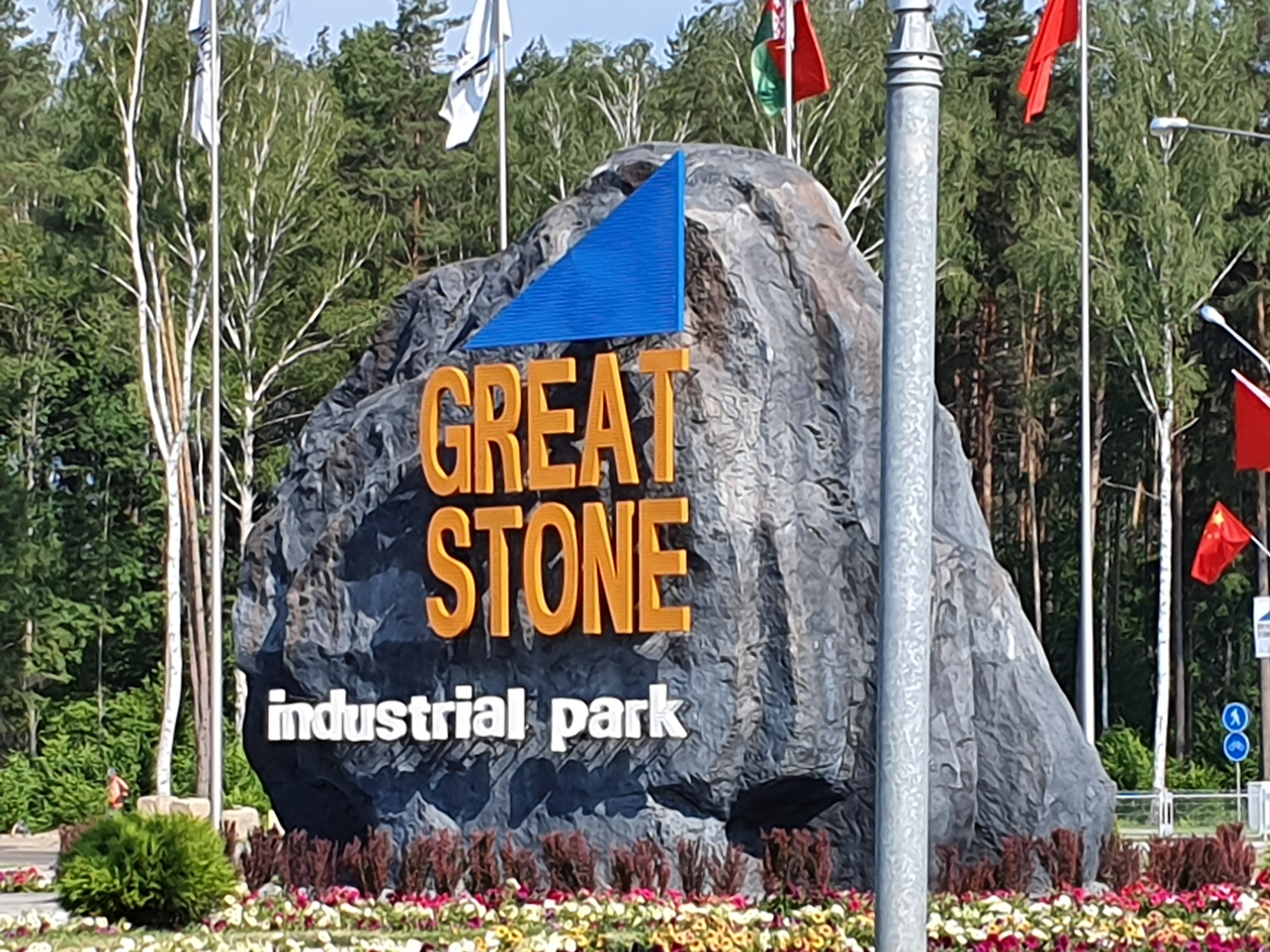
Памятный знак на въезде в индустриальный парк

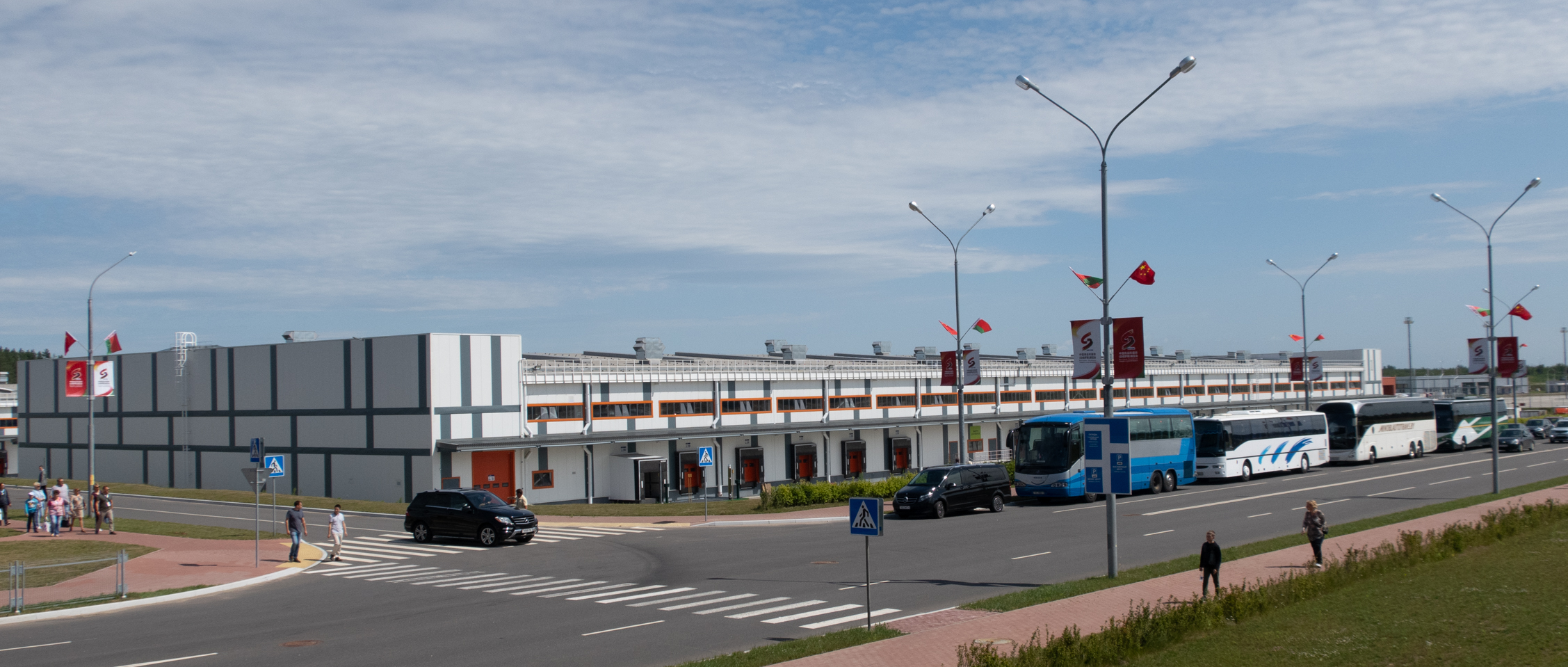
Складская зона «Великого камня»

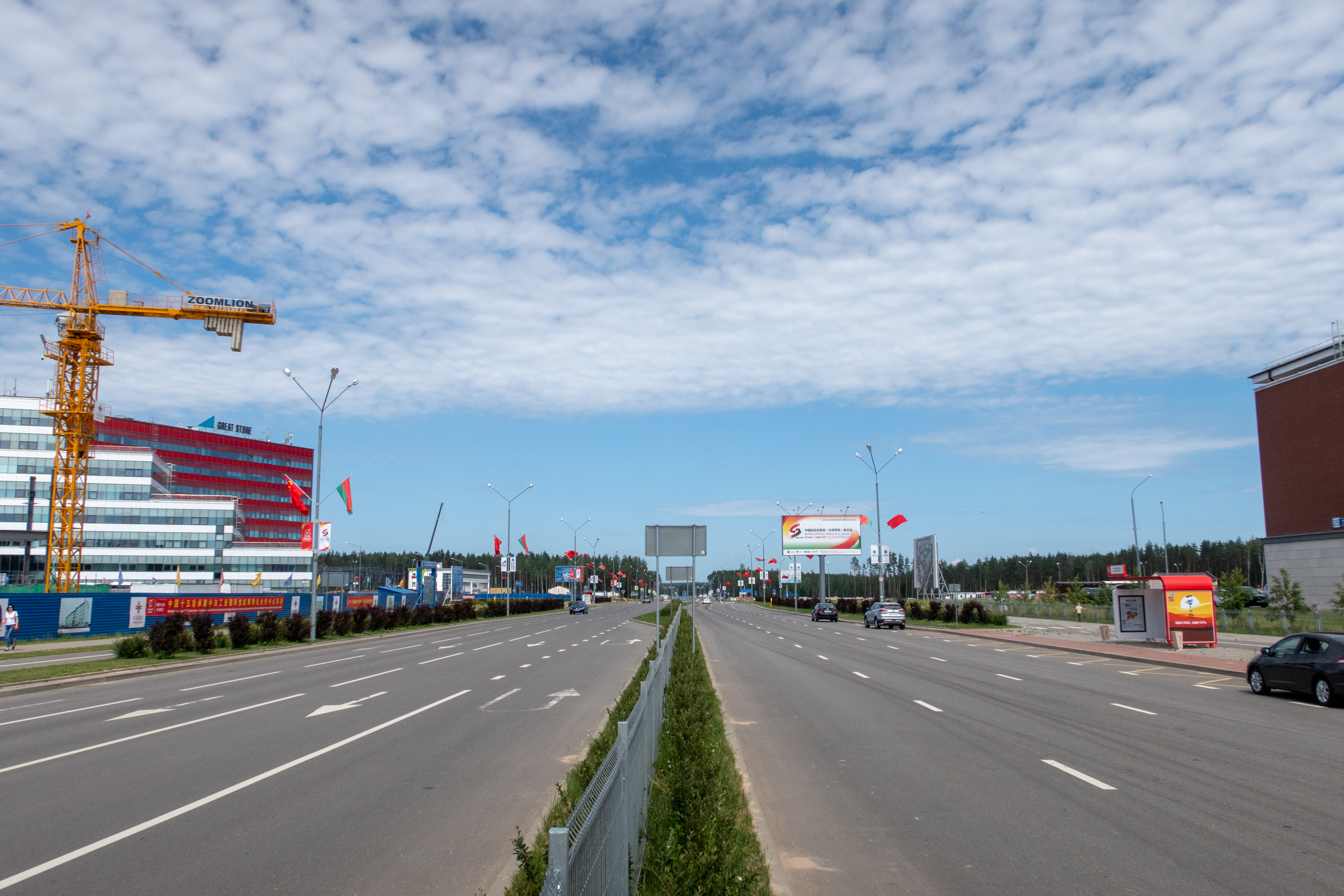
Пекинский проспект — одна из основных транспортных артерий «Великого камня»

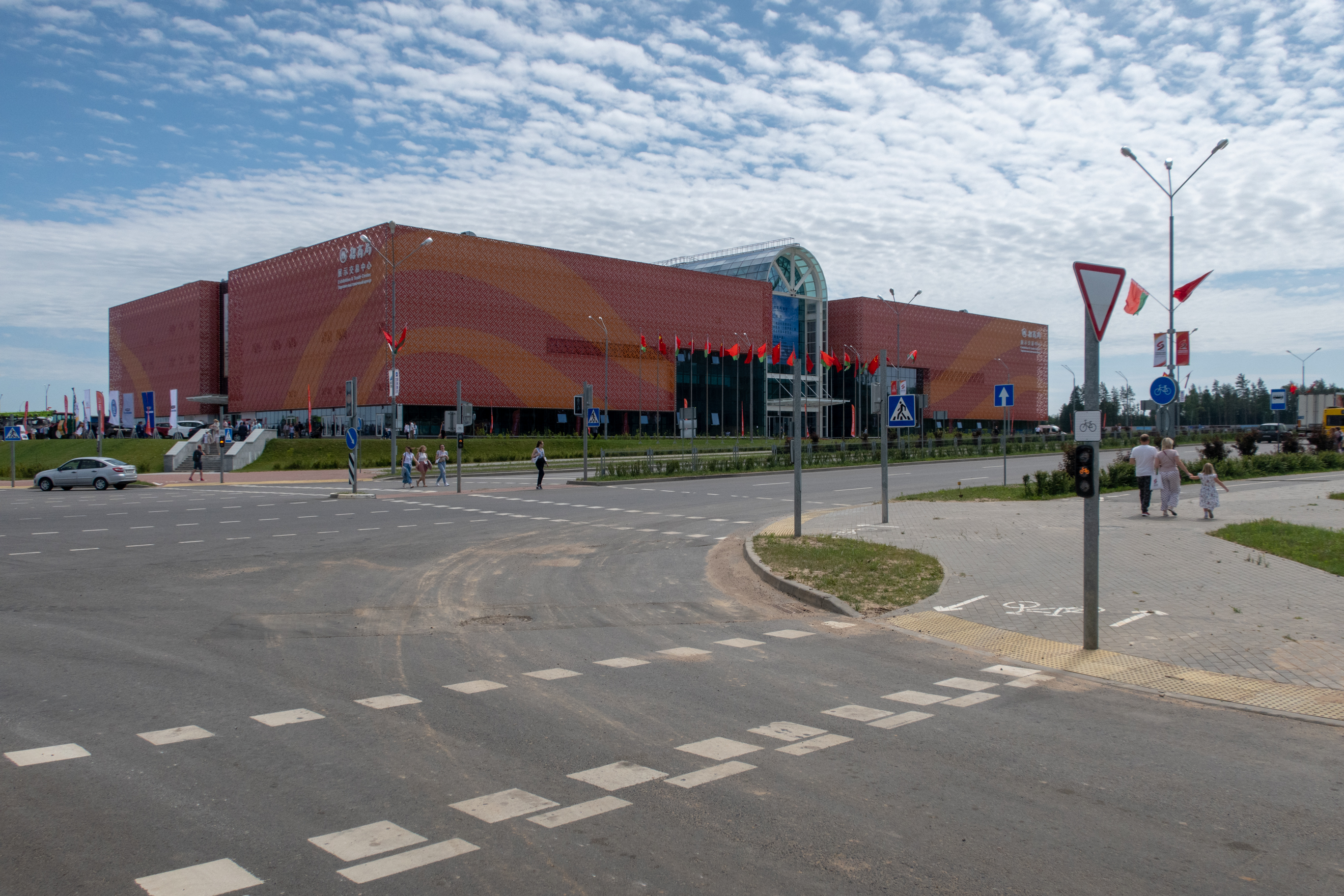
Торгово-выставочный центр «Великого камня»

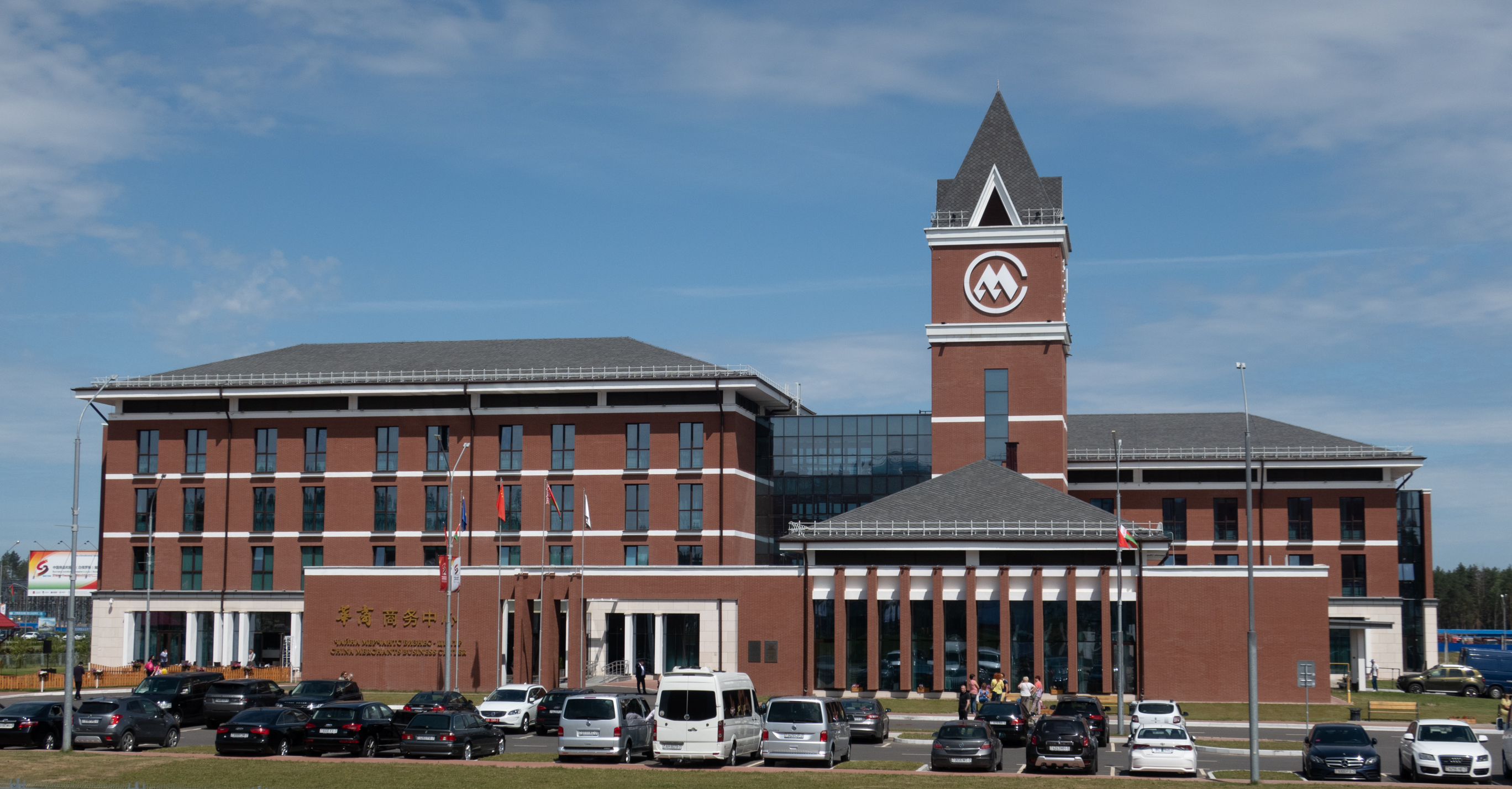
Бизнес-центр China Merchants

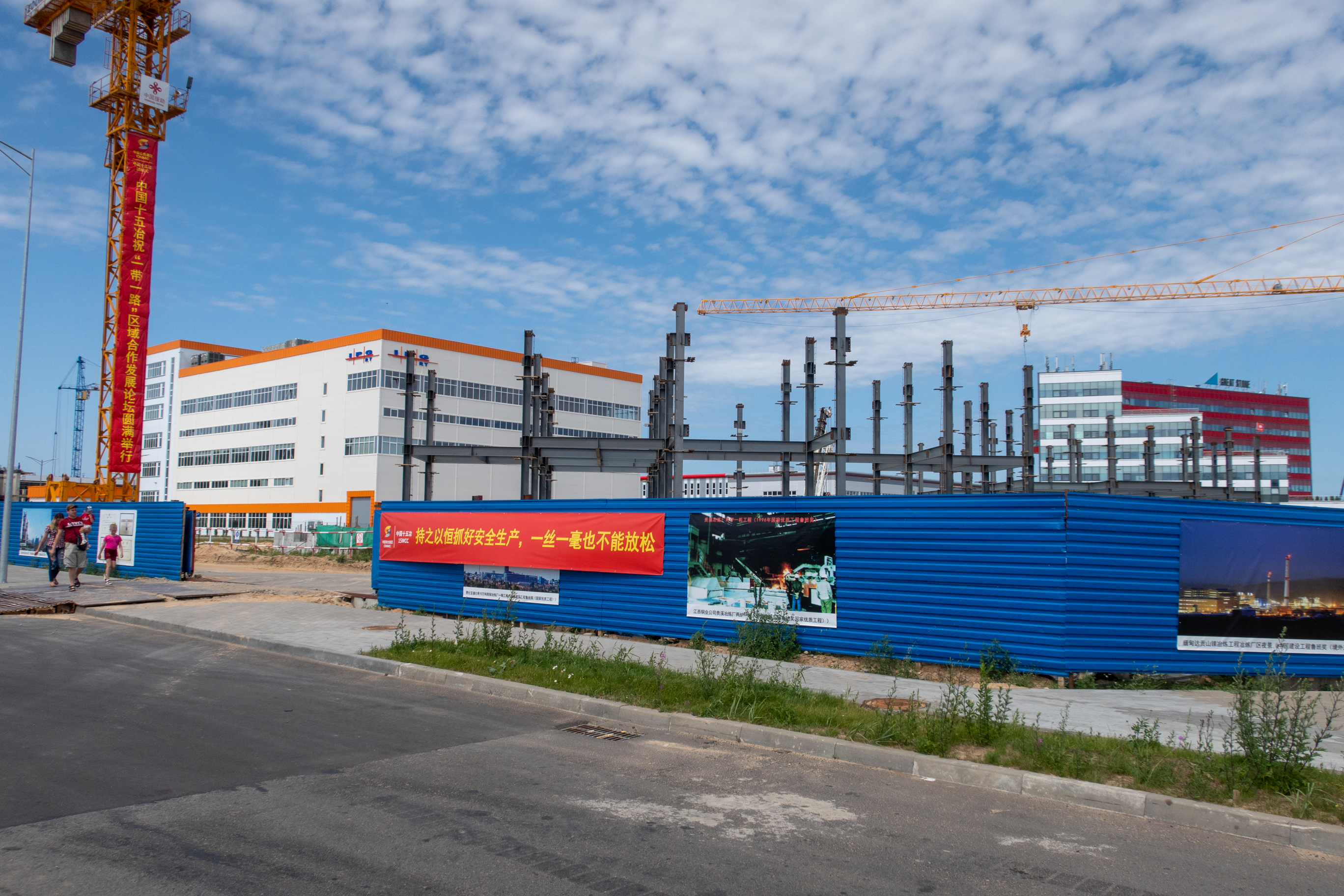
Строительство объектов индустриального парка

Общая площадь территории индустриального парка составляет 11 247 га, при этом размер территории особой экономической зоны (не включающей в себя территории аэропорта, населённых пунктов и садовых товариществ) составляет 8615 га. Бо́льшая часть индустриального парка располагается на территории Драчковского сельсовета (занимая всю центральную и северную части этого сельсовета) Смолевичского района Минской области. Восточную часть индустриального парка образует Национальный аэропорт Минск (включая земли под его реконструкцию и развитие). С запада территория индустриального парка смежна с другим чересполосным участком города Минска — посёлком Сокол. На территории индустриального парка имеется Петровичское водохранилище и Национальный аэропорт, а также 14 сельских населённых пунктов целиком и 1 сельский населённый пункт частично. На этой территории вводится специальный правовой режим сроком действия на 50 лет.
В парке планируется построить высокотехнологичные и экспортно-ориентированные производства. По заявлению А. Лукашенко, на территории будут сосредоточены высокотехнологичные предприятия со всего мира и производства «завтрашнего дня».
Срок строительства парка — до 2030 года, численность работающих — 120 тыс. человек. Приоритетные направления, намечаемые к развитию в парке, — электроника, биомедицина, тонкая химия, машиностроение и новые материалы. Планируемые рынки — страны СНГ и Европейского Союза.
Инфраструктура парка будет включать промышленные, транспортные объекты, зоны жилой застройки, социальные объекты, офисные и торгово-развлекательные комплексы, финансовый и научно-исследовательский центры. На территории планируется создание отдельных субпарков города Харбин и провинции Гуандун.
По данным британской газеты Financial Times, Беларусь планирует привлекать иностранных инвесторов в проект «через налоговые льготы, либеральное законодательство относительно зарубежной собственности и хорошо образованную рабочую силу».
Согласно указу, парк имеет самые крупные налоговые льготы в стране. Так, доходы физических лиц в виде оплаты труда, полученные по трудовым договорам от совместной управляющей компании и резидентов индустриального парка, будут облагаться подоходным налогом в размере 9 %.
Резиденты парка освобождаются от трёх наиболее важных налогов: налог на землю, имущество, а также налога на прибыль в течение 10 лет с момента её получения. В последующем он уплачивается по ставке вдвое ниже.. Резиденты также освобождаются от уплаты таможенных платежей при ввозе оборудования. Для них будет действовать особая льготная политика при импорте материалов и по уплате НДС и таможенных платежей. Земельные участки на территории парка инвестор может получить в пользование сроком до 99 лет либо приобрести в частную собственность.
Генеральный план парка, а также информация о льготах и гарантиях резидентам доступны для публичного доступа.
Китайско-Белорусский индустриальный парк является самым большим индустриальным парком в Европе из числа созданных Китаем.

### Населённые пункты в составе Индустриального парка
- Быкачино
- Берёзовая Гора
- Лозовый Куст
- Самсоновка
- Загорье
- Заямное (восточная часть)
- Чирвоный Лужок
- Першемайская
- Дехань
- Луково
- Зелёный Лужок
- Дуброва
- Задворье
- Великий Камень
- Синие Горы

Помимо населённых пунктов на территории индустриального парка располагаются:
- Оздоровительные лагеря (Смена, Заря, Волна, Искра, Зубрёнок, Орлёнок, Огонёк)
- Садовые товарищества (Реченька, Волмянское, Быкачено, Абсолют, Пограничник, Нейтрон, Шеметово-1, Берёзовая Гора, Гранит-2002, Мэта, Эликсир-М, Алеся, Сузорье, Сокол, Конверсия, Синегорье)
- Военный городок № 227 «Дуброво».

## История
Прообразом Китайско-Белорусского индустриального парка стал Китайско-Сингапурский индустриальный парк в Сучжоу.
В 2010 году Министерство экономики Республики Беларусь и «Китайская корпорация инжиниринга CAMC» (CAMCE) договорились о сотрудничестве по созданию на территории Республики Беларусь Китайско-Белорусского индустриального парка. В ноябре 2011 года вопросы создания парка обсуждались также на заседании Белорусско-Китайской межправительственной комиссии.
Для начала создания парка были разработаны и подписаны следующие документы:
- Соглашение о сотрудничестве по созданию Китайско-белорусского индустриального парка на территории Республики Беларусь между Министерством экономики Республики Беларусь и «Китайской корпорацией инжиниринга CAMC (CAMCE)» от 11 октября 2010 года.
- Соглашение между Правительством Республики Беларусь и Правительством Китайской Народной Республики о совместном развитии Китайско-белорусского индустриального парка от 18 сентября 2011 года (ратифицировано обеими странами и вступило в силу 30 января 2012 года)
- 5 июня 2012 года президент Республики Беларусь Александр Лукашенко подписал указ № 253 «О Китайско-белорусском индустриальном парке»[19]. Документы о создании совместного предприятия по развитию парка были подписаны в Минске 27 августа[20]. В результате было образовано Китайско-Белорусское СЗАО «Компания по развитию индустриального парка» («Industrial Park Development Company», IPDC)[21]. Компания была создана с уставным капиталом $10 млн[21].

В апреле 2013 года в китайских городах Харбине и Гуанчжоу прошла презентация парка.
4 июня 2013 года правительство Республики Беларусь утвердило генеральный план парка (постановление № 447).
В июле 2013 года правительственная делегация города Харбин посетила Минск для переговоров об участии в капитале управляющей компании Китайско-Белорусского индустриального парка. В переговорах участвовал Министр экономики Беларуси Николай Снопков. О намерении участвовать в развитии проекта также заявила группа бизнесменов из южнокитайской провинции Гуандун.
17 июля 2013 года Александр Лукашенко на встрече в Пекине с премьером Госсовета КНР Ли Кэцяном попросил правительство Китая «оказать максимальное содействие» в развитии индустриального парка.
В начале 2014 года китайская корпорация Huawei первым резидентом парка (совместное предприятие «БелHuawei»).
19 июня 2014 года началось строительство парка.
30 июня 2014 года президент Республики Беларусь Александр Лукашенко подписал указ № 326 "О деятельности Китайско-Белорусского индустриального парка "Индустриальный парк «Великий камень». В соответствии с документом индустриальный парк получил название «Великий камень» по названию деревни, которая находится на юго-восточной окраине парка.
11 декабря 2015 года компания «Чайна Мерчантс Групп», крупнейший резидент парка, начала строительство торгово-логистического субпарка. Субпарк стал самым первым, который начал строиться в «Великом камне». 12 июня 2017 года введена его первая очередь. В настоящее время функционируют три логистических склада, бизнес-центр и самый крупный в Республике Беларусь выставочный центр (около 22 тыс. м²). Начали работу таможенный склад, склад временного хранения. 1 октября 2018 года открыт пункт таможенного оформления.
17 мая 2017 года в границы индустриального парка «Великий камень» была включена территория Национального аэропорта Минск с необходимыми ограничениями по вмешательству в его деятельность. Общая площадь территории индустриального парка была увеличена на 2097 га и составила 11 247 га, при этом размер территории особой экономической зоны (не включающей в себя территории аэропорта, населённых пунктов и садовых товариществ) не претерпел изменений и составляет 8615 га. 4 июня 2019 года в Китайско-Белорусском индустриальном парке «Великий камень» торжественно открыли пожарное депо. Новое аварийно-спасительное подразделение предназначено для защиты объектов парка, а также расположенных рядом населенных пунктов.
В августе 2019 года на территории индустриального парка был сдан в эксплуатацию первый жилой дом. Многоэтажка обошлась в $15 млн и была возведена за счёт Китая. Все квартиры сдавались с отделкой и являются арендным жильём для сотрудников компаний-резидентов индустриального парка.
Завершено строительство основных объектов инфраструктуры на территории 8,5 квадратных километров, то есть первая очередь полностью готова к привлечению резидентов. Прогнозируется, что к концу 2020 года в Китайско-Белорусском индустриальном парке будет от 70 до 100 резидентов с объёмом заявленных инвестиций 2-2,5 млрд долларов.. К началу 2019 года договорная сумма инвестиций компаний в парк достигла более $1 млрд.
Указом президента Республики Беларусь N490 от 22 декабря 2018 года «Великий камень» наделен статусом территориальной особой экономической зоны.

## Экономика
На создание инфраструктуры Парка Беларусь планирует выделить более 0,5 млрд долларов, Госбанк развития Китая — 1,5 млрд долларов. Предполагаемый объём прямых инвестиций в проект составит около 2 млрд долларов, а по прогнозам посольства КНР, может быть увеличен до 5,5 млрд долларов. К проекту также привлекаются российские и сингапурские инвесторы.
По итогам 2018 года инвестиции составили порядка 430 млн долларов. Из них около 200 млн долларов — вложения в развитие инфраструктуры, 225 млн — это инвестиции резидентов.
В долгосрочной перспективе проект может получить до 30 млрд долларов инвестиций
По заявлению Александра Лукашенко, реализация этого проекта позволит получать от экспорта дополнительно до 50 миллиардов долларов ежегодно.

## Управление

Географическое положение Китайско-Белорусского индустриального парка (бурая точка в центре). Зелёным показан ЕС, красным — КНР

Китайско-Белорусский индустриальный парк имеет трёхуровневую структуру управления.
Это межправительственный координационный совет, который осуществляет постановку стратегических целей, координационную поддержку работы парка, решение вопросов, которые требуют участия правительств двух стран.
ГУ "Администрация Китайско-Белорусского индустриального парка «Великий камень» (глава — Александр Ярошенко) осуществляет управление парком и непосредственно подчиняется правительству Республики Беларусь. В сферу ответственности администрации входит привлечение инвесторов и резидентов, регистрация резидентов и комплексное обслуживание субъектов хозяйствования, находящихся в парке, по принципу «одна станция».
Привлечением инвестиций в парк, строительством инфраструктуры, управлением недвижимостью и землёй занимается Китайско-Белорусское совместное ЗАО «Компания по развитию индустриального парка». Генеральный директор — Янь Ган. Доля Республики Беларусь в предприятии 31 % Архивная копия от 18 мая 2019 на Wayback Machine, КНР — 68 %, Германии — менее 1 %.
Акционерами компании являются:
- ОАО «Китайская корпорация инжиниринга САМС»;
- Китайская национальная машиностроительная корпорация Sinomach;
- China Merchants Group;
- Харбинская инвестиционная группа;
- ГУ "Администрация Китайско-Белорусского индустриального парка "Индустриальный парк «Великий камень»;
- АО «Дуйсбургер Хафен».

## Компании-резиденты
На данный момент в парке зарегистрировано 60 резидентов. Среди них:
- Китайская национальная корпорация Sinomach[42]. Компания имеет более 50 дочерних структур, занимающихся экспортом-импортом оборудования, оказанием услуг в области телекоммуникаций, металлургии, кораблестроения, нефтехимии, машиностроения, авиакосмической промышленности и др.[43]. В Беларуси с её участием строятся завод по производству целлюлозы, гидроэлектростанция и две парогазовых установки мощностью 400 МВт каждая на Лукомльской и Березовской ГРЭС[44].
- Корпорация ZTE[45][46][47] — второй по величине производитель телекоммуникационного оборудования и мобильных телефонов в Китае[48]
- ООО «МАЗ-Вейчай» — производство двигателей внутреннего сгорания для грузовых автомобилей, автобусов и спецмашин.
- ООО «Чэнду Синьджу Шелковый Путь Развитие» — производство суперконденсаторов для электробусов.
- ООО «РухТех» — производство оптомеханических компонентов, электронных узлов и лазерного оборудования на их базе.
- Корпорация ООО "Международная технологическая компания «Интеллектуальное оборудование». Это второй по величине производитель телекоммуникационного оборудования и мобильных телефонов в Китае. На территории Беларуси она планирует заниматься развитием робототехники, беспилотников и другого высокотехнологичного оборудования.
- ООО «БелЭВМ» — производство компьютеров, моноблоков и другой электроники.

## Критика проекта

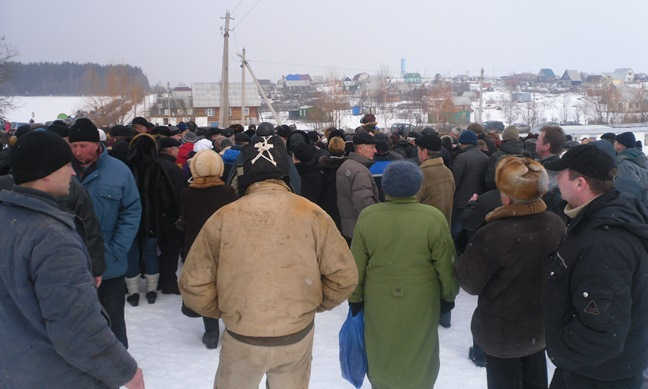
Собрание членов дачных товариществ в марте 2012 года

Проект вызвал ряд критических возражений в Республике Беларусь. Основной конфликт был вызван опасениями жителей Смолевичского района и Минска возможным негативным воздействием строительства парка на экологию, сноса принадлежащей гражданам недвижимости и помехами в пользовании природными ресурсами. Члены дачных товариществ, жители близлежащих деревень и активисты кампании «Говори правду» провели агитационную кампанию по привлечению внимания к этой теме, требуя от властей предоставления детальной информации о проекте и учёта прав и интересов местных жителей при планировании парка. Вопрос о строительстве широко обсуждался в медиа и в обществе, включая ток-шоу на канале ОНТ. Около 300 жителей Смолевичского района направили президенту требование провести по вопросу строительства парка местный референдум, однако эта инициатива не была поддержана и президент принял указ о создании парка.
Один из руководителей кампании «Говори правду» Андрей Дмитриев отметил, что тем не менее, удалось добиться гарантии защиты собственности граждан. Начальник Главного управления инвестиций Министерства экономики Кирилл Коротеев сказал, что земли дачных кооперативов не будут изыматься без согласия землепользователя. Также Коротеев отметил, что 498 га Парка будут отведены под зелёные насаждения, а промышленная зона составит только 10 % территории. По его заявлению, в детальном плане были учтены предложения, поступившие в ходе общественных обсуждений. В частности, на территории индустриального парка не будет грязных производств.
В ответ на критику проекта Александр Лукашенко заявил:

Кричать о том, что земли не хватит или ещё чего-то, не надо. Всем всего хватит. И людей мы своих ущемлять и обижать мы не будем. Если кому-то будет неудобно соседствовать с этим парком, мы предоставим для человека землю с лучшими условиями, чтобы его не обидеть

## Оценки проекта
Президент Республики Беларусь Александр Лукашенко назвал Китайско-Белорусский индустриальный парк самым важным совместным с Китаем проектом страны. Также, по его мнению, проект снимет проблему финансовой стабильности Республики Беларусь и поможет стране совершить технологический скачок.
Посещая парк 12 мая 2015 года, Председатель КНР Си Цзиньпин назвал Китайско-Белорусский индустриальный парк «жемчужиной Экономического пояса Шелкового пути».
По оценке издания Lenta.ru, индустриальный парк является «самым грандиозным начинанием на линии Минск — Пекин».
По мнению Чжан Женьцзюнь, старшего вице-президента китайской корпорации ZTE, «проект имеет хороший потенциал для развития высокотехнологичных производств».
Обозреватель газеты «Белорусские новости» Никита Беляев отмечает, что этот проект может спровоцировать конфликт между Беларусью и Россией, поскольку, по его мнению, Москва не заинтересована в снижении зависимости Беларуси от российской экономики.
В марте 2018 года эксперты Forbes назвали индустриальный парк «Великий камень» «изумрудом экономического роста» Республики Беларусь.